# Cà phê hảo hạng
Cà phê hảo hạng (tiếng Anh: specialty coffee) là loại cà phê có chất lượng cao nhất của một khu vực trồng cà phê nhất định. Thuật ngữ này lần đầu tiên được sử dụng vào năm 1974 bởi Erna Knutsen trong Tạp chí Thương mại Trà & Cà phê. Knutsen đã sử dụng từ "Cà Phê Hảo Hạng" (Specialty Coffee) để mô tả loại cà phê có hương vị ngon nhất trong mùa được sản xuất ở vùng khí hậu vi mô đặc biệt.
Cà Phê Hảo Hạng góp phần vào sự trỗi dậy của Làn sóng cà phê thứ ba , phổ biến ở Bắc Mỹ. Điều này cho thấy nhu cầu hiện đại đối với cà phê chất lượng vượt trội, từ hạt cà phê cho đến cách pha đều phải có chất lượng cao hơn so với tiêu chuẩn bình thường.

## Định nghĩa
Định nghĩa Cà Phê Hảo Hạng (Specialty Coffee) được chấp nhận rộng rãi là cà phê phải đạt 80 điểm trở lên theo thang điểm 100 của Hiêp hội Cà phê Hảo Hạng (Specialty Coffee Association - SCA). Cà phê đạt điểm từ 90 - 100 được xếp loại chất lượng ngon vượt trội (Cup of Excellence), cà phê đạt 85 - 89.99 được xếp loại xuất sắc, trong khi cà phê đạt 80 - 84.99 được xếp loại rất ngon . Một số nơi dịch Specialty Coffee là “Cà Phê Đặc Sản”. Tuy nhiên, cách dịch này không phù hợp, từ "Đặc Sản" thường dùng để chỉ một sản vật/phẩm đặc trưng cho một vùng/miền/địa phương. Trong khi đó, danh từ Specialty Coffee (viết hoa) được dùng cho loại cà phê ngon trong mùa có chất lượng cao và phải được xác nhận.
Hiệp Hội Cà Phê Hảo Hạng (SCA) có một loạt các thông số kỹ thuật chi tiết cho Cà Phê Hảo Hạng (SCA là liên minh của Hiệp Hội Cà Phê Hảo Hạng Hoa Kỳ (SCAA) và châu Âu (SCAE) ). SCA đặt ra các tiêu chuẩn cho Cà Phê Hảo Hạng ở mỗi công đoạn sản xuất, từ mức độ lỗi khuyết tật cho phép đối với nhân xanh cho đến tiêu chuẩn độ đậm đặc của nước cà phê chiết xuất. SCA cũng đặt ra các tiêu chuẩn rõ ràng về quy trình phân loại cà phê .

## Các vùng trồng cà phê
Cây cà phê đa số được trồng trong “Vành đai Cà phê” (Coffee Bean Belt), nằm giữa Chí tuyến Bắc và Chí tuyến Nam, nơi có khí hậu nhiệt đới cần thiết cho sự phát triển của cây cà phê . Cà Phê Hảo Hạng thường được trồng ở ba châu lục: Nam và Trung Mỹ, Châu Á và Châu Phi.
Các nước sản xuất cà phê ở châu Mỹ bao gồm Brazil, Colombia, Bolivia, Peru, Venezuela, Costa Rica, Nicaragua và Honduras . Ở châu Á, cà phê được trồng ở Indonesia, Papua New Guinea, Ấn Độ, Yemen, Việt Nam và Myanmar . Các quốc gia châu Phi sản xuất Cà Phê Hảo Hạng bao gồm Burundi, Malawi, Rwanda, Zambia, Ethiopia, Kenya, Tanzania và Uganda .
Cà Phê Hảo Hạng đắt nhất thế giới là cà phê Panama Geisha, được bán với giá hơn US $ 800 mỗi pound  (tức là hơn 800 đô la Mỹ cho mỗi 454 gram cà phê).

## Nhu cầu tiêu thụ Cà Phê Hảo Hạng
Ở Úc và New Zealand, Cà Phê Hảo Hạng được xem là chủ đạo  với các nhà kinh doanh Cà Phê Hảo Hạng lớn như cà phê Campos cung cấp sản phẩm cho hàng trăm quán cà phê ở Úc . Văn hóa cà phê ở Úc ảnh hưởng bởi Ý và Hy Lạp do làn sóng di cư lớn vào giữa thế kỷ XX .
Trong khi Cà Phê Hảo Hạng ở Bắc Mỹ hiếm khi được cung cấp trong các chuỗi cà phê lớn. Làn sóng cà phê thứ ba  đã dẫn đến sự gia tăng đáng kể trong tiêu thụ Cà Phê Hảo Hạng. Các quán cà phê gia đình riêng biệt, hay các quán cà phê của các nghệ nhân đã mở tại nhiều thành phố . Một báo cáo của SCAA ước tính ở Hoa Kỳ có 29,300 cửa hàng Cà Phê Hảo Hạng trong năm 2013, tăng từ 2.850 vào năm 1993 .
Châu Âu đã là một thị trường cà phê lớn chiếm 30% lượng tiêu thụ toàn cầu, nhưng đang chứng kiến sự tăng trưởng về nhu cầu đối với Cà Phê Hảo Hạng trong khi nhu cầu về cà phê trên tổng thể vẫn ổn định . Trong năm 2016, các cửa hàng kinh doanh Cà Phê Hảo Hạng tăng trưởng nhanh nhất về doanh số trong hạng mục quán ăn nhà hàng ở Châu Âu, với mức tăng 9,1% so với năm 2014-2015. Tây Âu chứng kiến sự tăng trưởng đặc biệt cao 10,5% đối với thị trường Cà Phê Hảo Hạng, trong khi toàn ngành cà phê giảm 1,5%  .
Châu Á dự kiến sẽ sớm trở thành thị trường tiêu thụ Cà Phê Hảo Hạng lớn nhất thế giới, với mức tăng trưởng giá trị dự kiến hơn 3,7 tỷ USD từ năm 2016-2020 . Mặc dù ở châu Á, trà đang thống trị, nhưng gần đây các cửa hàng Cà Phê Hảo Hạng dễ dàng được tìm thấy ở nhiều thành phố của Trung Quốc, Nhật Bản và Hàn Quốc .
Các quốc gia có truyền thống trồng cà phê cũng có sự gia tăng trong tiêu thụ Cà Phê Hảo Hạng. Người tiêu dùng cà phê tổng thể ở Brazil năm 2014 là 21 triệu bao (mỗi bao là 60 kg), gần bằng Mỹ với 23,4 triệu bao . Guatemala cũng đang chứng kiến sự gia tăng đáng kể đối với nhu cầu Cà Phê Hảo Hạng .

## Hiệp Hội Cà Phê Hảo Hạng từ các quốc gia tiêu thụ cà phê
- Hiệp Hội Cà Phê Hảo Hạng Hoa Kỳ (SCAA) [23]
- Hiệp Hội Cà Phê hảo hạng châu Âu [24]
- Hiệp hội cà phê hảo hạng của Nhật Bản [25]
- Hiệp hội cà phê hảo hạng New Zealand [26]
- Hiệp hội cà phê Singapore [27]
- Hiệp hội cà phê hảo hạng AustralAsian [28]
- Hiệp hội cà phê hảo hạng của Hàn Quốc [29]
- Hiệp hội cà phê hảo hạng của Nam Phi [30]

## Hiệp Hội Cà Phê Hảo Hạng từ các quốc gia sản xuất và tiêu thụ cà phê
- Cup of Excellence Guatemala của ANACAFE [31]
- Hiệp hội cà phê hảo hạng của Bolivia
- Hiệp hội cà phê hảo hạng Brazil [32]
- Liên đoàn cà phê Colombia [33]
- Hiệp hội cà phê hảo hạng của Costa Rica
- Hiệp hội cà phê Đông Phi [34]
- Hiệp hội cà phê hảo hạng Itzalco của El Salvador [35]
- Hiệp hội cà phê hảo hạng của Ấn Độ
- Hiệp hội cà phê hảo hạng của Indonesia [36]
- Asociación de Café Especiales de Nicaragua
- Hiệp hội cà phê hảo hạng của Panama [37]
- Hiệp hội cà phê hảo hạng của Nam Phi [38]
- Asociación Mexicana de Café y Cafeterías de Especialidad AC [39]